# Amoco
Amoco Corporation, anteriormente Standard Oil Company of Indiana, fue una empresa petrolera y petroquímica estadounidense fundada en 1889 para operar una refinería situada en Whiting (Indiana). Esta compañía absorbió posteriormente a American Oil Company, fundada en Baltimore en 1910. Amoco fue totalmente adquirida por BP en 2000.

## Historia
Standard Oil (Indiana) fue una empresa fundada en 1889 por John D. Rockefeller y formaba parte del trust Standard Oil. En 1910, a medida que el uso del automóvil se fue haciendo más popular, la Standard de Indiana decidió especializarse en la producción de gasolina para su uso en vehículos particulares. En 1911, el trust Standard Oil fue disuelto y para ese año la compañía ya vendía el 88% de la gasolina y keroseno consumidos en la región del medio oeste. En 1919 compró a Dixie Oil of Louisiana.
En 1923, los dueños originales de la American Oil vendieron la mitad de sus acciones en la empresa a Pan American Petroleum & Transport, para asegurarse el suministro y transporte de crudo, pues para esa época Amoco todavía dependía de Standard Oil of New Jersey. En 1925, Standard Indiana adquiere Pan American. En 1947, Standard of Indiana fue la primera empresa en perforación costa afuera (offshore) en el Golfo de México. En 1956, las estaciones de servicio de Pan American fueron rebautizadas con el nombre Amoco.
En 1960, Standard Oil of Indiana reorganizó sus actividades de mercadeo: el nombre Standard Oil sería utilizado en la región del Medio Oeste, en tanto que el nombre American Oil se reservó para actividades comerciales fuera de dicha región. La compañía experimentó una gran expansión internacional al abrir una sucursal de exploración en Canadá y en los años siguientes, Amoco se convirtió en una corporación global, instalando plantas, pozos o vendiendo productos en más de 30 países a nivel mundial. En particular, en América Latina su influencia fue notoria en países como Argentina -donde operó de 1958 a 1982 con el nombre de Pan American Argentina Oil Co.-, Bolivia -Amoco Bolivia Oil & Gas AB tenía el 50% de participación en la Petrolera Chaco S.A., hasta enero de 2009, cuando fue nacionalizada- y Venezuela -donde operó hasta 1975 cuando su concesión se extinguió y pasó a manos de la operadora estatal Amoven, luego fusionada con Lagoven-.
Para 1971, ya todas las divisiones de Standard of Indiana llevaban la marca Amoco y en 1975 dicho nombre fue sustituyendo a Standard of Indiana incluso en la región del Medio Oeste. El nombre Standard Oil of Indiana fue oficialmente cambiado a Amoco Corporation en 1985.

## Accidentes
El 16 de marzo de 1978, el tanquero Amoco Cadiz naufragó cerca de las costas de Bretaña en Francia, causando uno de los mayores derrames de crudo de la historia. Más de una década después, Amoco fue conminada a indemnizar al estado francés con una suma de 120 millones de dólares por daños ecológicos.
El 21 de octubre de 1980, una explosión en una planta de Amoco en New Castle (Delaware) mató a seis personas, causó daños valuados en 46 millones de dólares y eventualmente produjo la pérdida de 300 empleos.

## Fusión conBP
El 11 de agosto de 1998, Amoco anuncia su fusión con British Petroleum (BP) en lo que fue en su momento la mayor fusión empresarial del mundo. En 2000, la estrategia global de crecimiento de BP eliminó el nombre Amoco de su razón social, aunque ha mantenido la marca en el mercado estadounidense.